# Achill
Wyspa Achill (irl. Acaill, Oileán Acla) – wyspa w zachodniej Irlandii, w hrabstwie Mayo; populacja ok. 2700 mieszkańców; powierzchnia 148 km²; długość 22 km i szerokość 19 km.
Jest to największa wyspa Irlandii. Połączona z lądem za pomocą mostu obrotowego – Michael Davitt Bridge. Na wyspie znajduje się kilka wiosek: Keel, Dooagh, Dooega i Dugort. Początki osadnictwa sięgają 3000 roku p.n.e. 87% powierzchni pokrywają bagna i mokradła. W przeszłości jej mieszkańcy utrzymywali się głównie z rybołówstwa (polowano głównie na rekiny). Obecnie jest popularnym miejscem turystycznym.

## Historia
W epoce neolitu wyspę zamieszkiwało około 500-1000 ludzi. W czasie epoki żelaza zaludnienie wzrosło. Liczne forty z tego okresu potwierdzają wojowniczą
charakterystykę  tamtych czasów i mieszkańców. Legendarna władczyni irlandzka, Granuauile w XVI w. utrzymywała tam zamek (Carrickdaunet). Są tu też ruiny XII-wiecznego kościoła.
W XVII i XVIII w. na wyspę napływało coraz więcej ludności, głównie uchodźców politycznych i religijnych z Ulsteru. Doprowadziło to do tego, że na wyspie zaczęto używać dwóch dialektów języka irlandzkiego. Tłumaczy to istnienie podwójnych nazw miejscowości w tym rejonie.

## Turystyka
Wyspie Achill udało się zachować naturalne piękno. Na jej północnym wybrzeżu znajdują się klify Croaghaun (688 metrów), będące trzecimi najwyższymi w Europie. Natomiast na zachodnim krańcu  przylądka Achill znajdują się plaże, uważane za najpiękniejsze w zachodniej Irlandii.
Innym znanym miejscem jest przylądek Moytoge. Tutaj także znajduje się bardzo strome zbocze, wpadające do oceanu. Znajduje się tu też brytyjski wojskowy punkt obserwacyjny z czasów pierwszej wojny światowej.

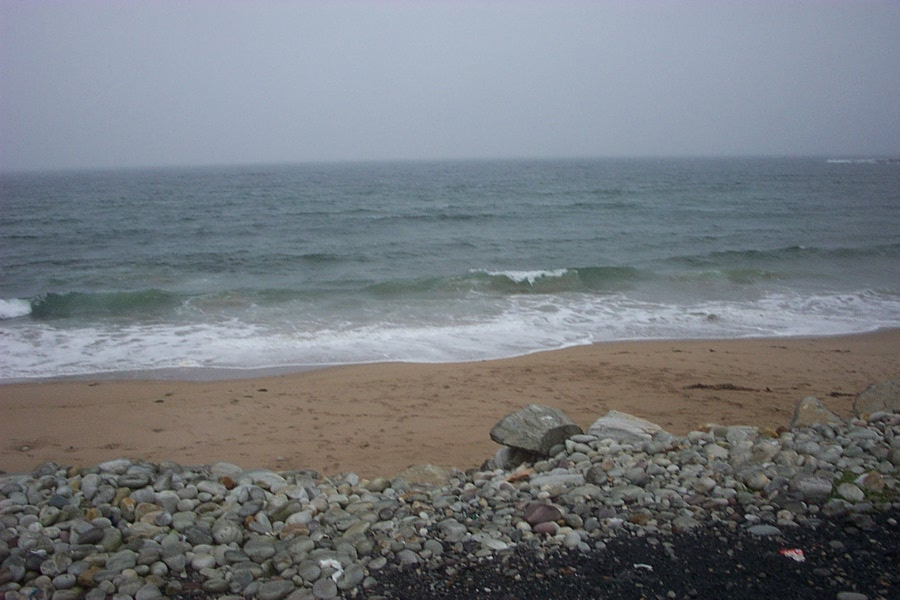
Plaża Keel.

Na środku wyspy wyrasta góra Slievemore (671 m n.p.m.), zbudowana z kwarcu i miki. Na jej stokach leży opuszczona wioska zwana The Deserted Village. Znajduje się tam wieża Martello wybudowana także przez Brytyjczyków na wypadek ewentualnego najazdu francuskiego. Na tym samym terenie jest też niewielki megalityczny grobowiec. Na południowym zboczu znajduje się dolmen oraz wioska domków pasterskich, używanych podczas letniego wypasu. Od strony morza znajdują się głębokie Seal Caves (Jaskinie Focze), które zwiedza się łódką, odpływającą z przystani w Dugort.
W pobliżu Dugort znajduje się również dom Heinricha Bölla, laureata literackiej nagrody Nobla, w którym pisarz spędzał wakacje z rodziną oraz, z dala od miejskiego zgiełku, pisał. Swoje wspomnienia z pobytów w Irlandii, głównie właśnie z Achill, spisał i wydał w książce "Dziennik irlandzki". Obecnie, od roku 2001, z domu korzystają stypendyści Fundacji im. Heinricha Bölla.
Wielu turystów decyduje się na zwiedzanie wyspy pieszo lub rowerem. Drodze okrążającej wyspę nadano nazwę Atlantic Drive (Szosa Atlantycka). 

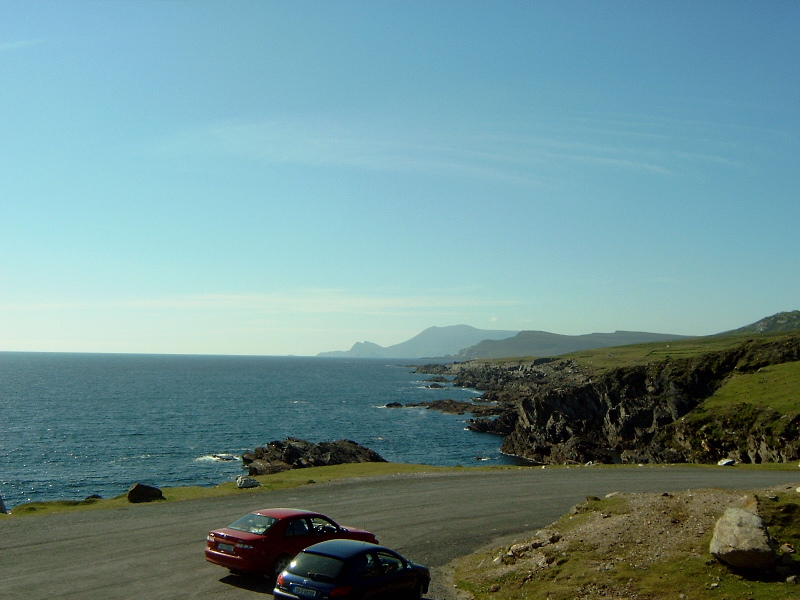
Zachodnie wybrzeże wyspy Achill - szosa atlantycka.

W latach 60. i 70. XX wieku wyspa Achill przeżywała szczyt turystyczny. Obecnie liczba turystów zmniejszyła się, aczkolwiek nadal jest to jedna z popularniejszych atrakcji Irlandii.
Na wyspie znajduje się kilka hotelików, schronisk, kempingów i pensjonatów typu B&B. Restauracje w tym rejonie słyną z serwowania owoców morza i ryb. Są tu też poczta i wypożyczalnia rowerów. Wyspę odwiedza wielu amatorów wędkarstwa, sportów wodnych i obserwowania rekinów.